# Журнал Министерства юстиции
Журнал Министерства юстиции (ЖМЮ) — общее название юридических журналов, издававшихся в два периода министерством юстиции в Российской империи во второй половине XIX — начале XX веков.

## 1859—1868 годы
ЖМЮ в этот период выходил ежемесячно в Санкт-Петербурге, под редакцией А. М. Троицкого. Именовался как «Ежемесячное приложение к „Судебному вестнику“».

## 1894—1917 годы
В это время ЖМЮ также выходил в Санкт-Петербурге, но уже 10 раз в год. Редактором с 1895 года состоял профессор В. Ф. Дерюжинский.
Указатели содержания: за 1901—1916 годы годовые указатели в последнем номере соответствующего года.
Отдельными изданиями выходил Систематический указатель к «Журналу Министерства юстиции» …:
- … за десять лет (1894—1904 г.г.) / Сост. А. И. Люблинский; Под ред. В. Дерюжинского. — С.-Петербург: Сенатская Типография, 1904. — 194 с., [IV]. — Предм. указ.: с. 142—178.
- … за пять лет (1905—1909 г.г.) / Сост. А. И. Люблинский; Под ред. В. Дерюжинского. — С.-Петербург : Сенатская Типография, 1910. — 103 с.- Предм. указ.: с. 66-94.
- … за пять лет (1910—1914 г.г.). Сост. А. И. Люблинский. — Пг., 1915. 100 с.

В 1901—1915 годы выходили приложения к ЖМЮ: книги и официальные материалы по отдельным вопросам уголовного, административного, судебного и международного права и законодательства.

## Интересные факты
Путешествие А. П. Чехова и его книга «Остров Сахалин» заставили обратить внимание на это место официальных лиц. В частности, Министерство юстиции в 1896 году отправило на Сахалин юрисконсульта Д. А. Дриля, который характеризовал «положение дел» на Сахалине как «неблагоприятное», «неудовлетворительное во всех отношениях». Хотя в отчетах проверяющих имя Чехова не упоминалось, но в них по многим вопросам они приходили к выводам, ранее сделанным Чеховым.
В журнале публиковались рецензии на роман Л. Н. Толстого «Воскресенье».